# Dolmen de la Cabana Arqueta

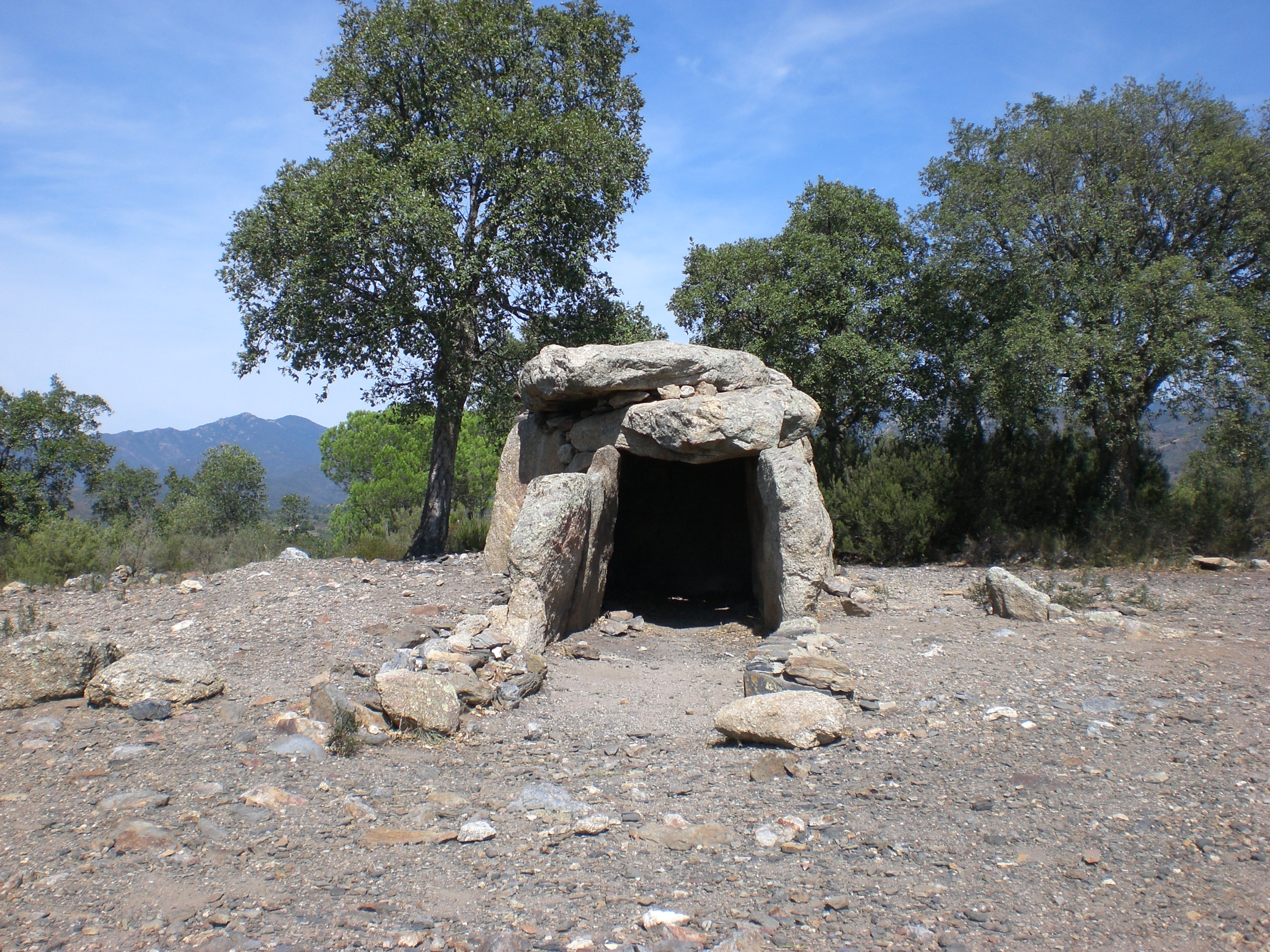
El dolmen de la Cabana Arqueta

El dolmen de la Cabana Arqueta es una construcción megalítica prehistórica situada en el municipio español de Espolla (Gerona). Forma parte del conjunto de los dólmenes de Espolla. Fue construido entre el 2.700 y el 2.500 a. C. y sus dimensiones son de 2,50 m de largo por 2 m de alto. Consta de un corredor y una cámara poligonal, ambas de granito.
En el año 1866 fue visitado por un erudito francés que examinó muchos dólmenes del Ampurdán; el nombre de este erudito ha quedado en el anonimato. El 1879 fue el maestro de Espolla Antonio Balmaña quien lo dio a conocer publicando una nota en la Revista del Centro Excursionista de Cataluña. Durante el siglo XX ha sido estudiado y excavado en diversas ocasiones, con hallazgos importantes, por parte, entre otros, del GESEART. Fue objeto de una restauración a finales del siglo XX para consolidar las partes peor conservadas.